# 小柳淳
小柳 淳（こやなぎ じゅん、1958年（昭和33年）7月11日 - ）は、日本の実業家。小田急トラベル代表取締役社長を経て、ホテル小田急代表取締役社長兼ホテル小田急サザンタワー代表取締役社長、観光庁VISIT JAPAN大使。

## 人物・経歴
1981年東京都立大学法学部卒業後、小田急電鉄入社。2005年旅客サービス部長。2007年カード戦略部長。2008年執行役員CSR･広報部長に昇格するとともに、国土交通大臣よりYŌKOSO! JAPAN 大使に任命される。2010年執行役員交通企画部長。
2012年から小田急トラベル代表取締役社長を務め、2013年からは小田急電鉄取締役兼務。同年に新宿駅に岡部憲明デザインの新店舗「はこね旅市場」を開設するなどした。2014年日本旅行業協会運営役員。2017年からホテル小田急代表取締役社長兼ホテル小田急サザンタワー代表取締役社長を務めた。